# بوتیر
بوتیر (به لاتین: Butare) یک شهر در رواندا است که در استان جنوبی (روآندا) واقع شده‌است. بوتیر ۸۹٬۶۰۰ نفر جمعیت دارد.

## خواهرخوانده
شهر کستر خواهرخواندهٔ بوتیر هست.